# Almaleea
Almaleea Crisp & P.H.Weston é um género botânico pertencente à família Fabaceae, subfamília Faboideae, tribo Mirbelieae.
As espécies são nativas da Austrália.

## Espécies
Apresenta cinco espécies:
- Almaleea cambagei
- Almaleea capitata
- Almaleea incurvata
- Almaleea paludosa
- Almaleea subumbellata